# Virginie Coupérie-Eiffel
Pour l’article homonyme, voir Eiffel.
Virginie Coupérie, née le 5 novembre 1962 à Caudéran, est une cavalière professionnelle de saut d'obstacles, éleveuse de chevaux de compétition à Château-Bacon en Gironde. 

## Biographie
Virginie Coupérie-Eiffel est tout d'abord cavalière professionnelle de saut d'obstacles puis éleveuse de chevaux de compétition au Château Bacon, en Gironde, selon la tradition familiale. 
Arrière-arrière petite fille de Gustave Eiffel, elle est organisatrice du Paris Eiffel Jumping dont elle est présidente, de même que vice-présidente de la Fédération française d'équitation.
Elle est l'ex-femme de Julien Clerc avec qui elle a eu deux enfants Vanille, née en 1988 et Barnabé, né en 1995. Elle a été la compagne du comédien Charles Berling.
Elle est consultante pour les épreuves équestres pour France Télévisions lors des Jeux olympiques de Pékin, de Londres, de Rio, de Tokyo et de Paris. Depuis les JO de Tokyo, elle commente les épreuves équestres avec le journaliste Jean-Baptiste Marteau.

## Distinction
- Chevalier de l'Ordre national du Mérite le 14 mai 2013[6]